# Guillermo Battaglia
Guillermo Battaglia (Buenos Aires, 7 de diciembre de 1899-ídem, 26 de septiembre de 1988) fue un actor de cine y teatro argentino. Al morir estaba casado con la actriz Nora Cullen.

## Su carrera en el teatro
Era sobrino de un reconocido actor teatral de su mismo nombre, fallecido en 1913, y esa identidad de nombre le ocasionó algunas dificultades para hacerse conocer en sus comienzos. 
Cursó hasta cuarto año en el Colegio Nacional. Debutó en el teatro en 1917 en la compañía de Angelina Pagano en la obra La ofrenda en el Teatro Buenos Aires. Posteriormente actuó en la compañía de Pablo Podestá e integró la de Camila Quiroga cuando esta realizó una gira por Europa en 1921. En 1925 volvió a trabajar con Angelina Pagano y después lo hizo en el teatro Odeón con Enrique T. Susini y Antonio Cunill Cabanellas. Más adelante trabajó en el Teatro Nacional Cervantes y en la Comedia Nacional de Montevideo, Uruguay, donde se destacó  en 1940 al encarnar al protagonista de Don Basilio mal casado de Tulio Carella.
Algunas de las muchas obras en que actuó fueron:
- La posadera de Carlo Goldoni.
- Cuando se es alguien de Luigi Pirandello.
- Ha llegado un inspector de John Boynton Priestley.
- Filomena Marturano de Eduardo De Filippo donde actuó junto a Tita Merello.
- Bajo el parral, de Nicolás Granada.
- El festín de los lobos, de Roberto Cayol.
- La flor del trigo, de José Muturana.
- Marco Severi, de Roberto Payró.
- Las de Barranco, de Gregorio de Laferrère.
- Rostro perdido, de Samuel Eichelbaum.

## Actuación en el cine
En cine protagonizó más de 100 películas. Su versatilidad le permitió encarnar a los más diversos personajes, desde el actor supuestamente ruso Boris Andreieff en la policial La muerte camina en la lluvia o el abuelo en Miss Mary hasta los realizados en comedias como El hombre invisible ataca o Patapúfete. Durante muchos años, además, transmitió su experiencia como docente de actuación.

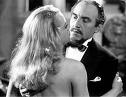
Guillermo Battaglia y Olga Zubarry en la película El ángel desnudo de 1946.

## Valoración de Guillermo Battaglia
Se ha dicho de Guillermo Battaglia:

"Sería exagerado decir que Guillermo Batttaglia fue un gran actor. Corresponde reconocer que sirvió con entrega y capacidad a su profesión, y que no deslució en el segundo plano que le adjudicaron incontables avanzadas teatrales y cinematográficas. Temperamento frecuentemente colérico, en su intimidad era sensible al diálogo y los recuerdos, particularmente referidos al teatro italiano de su devoción."

## Dichos de Guillermo Battaglia
Battaglia decía que la televisión era "una trampa para actores" y que su carrera había sido "un largo calvario en lucha contra la incomprensión y la injusticia". Respecto de la enseñanza del teatro pensaba que "lo fundamental es que un alumno de teatro debe desarrollar la expresividad de sus medios, el cuerpo y la voz. La obra viene recién al final" y decía "si me muero y me reencarno solo pediré que me reserven un lugar en el teatro".

## Filmografía
- Mirta, de Liniers a Estambul (1987)
- Miss Mary (1986)
- Los días de junio (1985)
- La historia oficial (1985)
- Noches sin lunas ni soles (1984)
- La espera (cortometraje - 1983)
- Volver (1982) ...El mago (eliminado del corte final)
- Los viernes de la eternidad (1981)
- La conquista del paraíso (1980)
- La nona (1979)
- La Mary (1974)
- Intimidades de una cualquiera (1974)
- Hipólito y Evita (1973)
- Destino de un capricho (1972)
- Joven, viuda y estanciera (1970)
- Amalio Reyes, un hombre (1970)
- El día que me quieras (1969)
- Los muchachos de antes no usaban gomina (1969)
- Deliciosamente amoral (1969)
- Asalto en la ciudad (1968)
- El novicio rebelde (1968)
- La novela de un joven pobre (1968)
- Patapúfete (1967)
- El hombre invisible ataca (1967)
- Una máscara para Ana (1966)
- Necesito una madre (1966)
- Hotel alojamiento (1966)
- Mi primera novia (1966)
- Canuto Cañete, detective privado (1965)
- Los hipócritas (1965)
- Ritmo nuevo, vieja ola (1965)
- Fuego en la sangre (1965)
- El gordo Villanueva (1964)
- Un viaje al más allá (1964)
- Los evadidos (1964)
- El Club del clan (1964)
- Proceso a la ley (inédita - 1964)
- Pesadilla (1963)
- La cigarra no es un bicho (1963)
- Buscando a Mónica (1962)
- El romance de un gaucho (1961)
- Don Frutos Gómez (1961)
- La potranca (1960)
- Yo quiero vivir contigo (1960)
- Los acusados (1960)
- De los Apeninos a los Andes (1960)
- El candidato (1959)
- Angustias de un secreto (1959)
- Sección desaparecidos (1958)
- La casa del ángel (1957)
- La bestia humana (1957)
- El protegido (1956)
- Después del silencio (1956)
- Bendita seas (1956)
- Los hampones (1955)
- Codicia (1955)
- Vida nocturna (1955)
- La novia (inconclusa - 1955)
- Mi viudo y yo (1954)
- Caídos en el infierno (1954)
- Siete gritos en el mar (1954)
- Los tres mosquiteros (1953)
- Los troperos (1953)
- Deshonra (1952)
- La bestia debe morir (1952)
- Un guapo del 900 (inconclusa - 1952)
- Acorralada (1951)
- Tierra extraña (1951)
- La indeseable (1951)
- Mi vida por la tuya (1951)
- La fuerza ciega (1950)
- El regreso (1950)
- ¿Vendrás a medianoche? (1950)
- Filomena Marturano (1950)
- La trampa (1949)
- Yo no elegí mi vida (1949)
- El hijo de la calle (1949)
- Historia del 900 (1948)
- Las aventuras de Jack (1948)
- La muerte camina en la lluvia (1948)
- La dama del collar (1947)
- Los verdes paraísos (1947)
- Como tú lo soñaste (1947)
- El que recibe las bofetadas (1947)
- Con el diablo en el cuerpo (1947)
- El ángel desnudo (1946)
- Viaje sin regreso (1946)
- La dama de la muerte (1946) (Chile)
- El  diamante del Maharajá (1946) (Chile)
- Encrucijada (1946) (Chile)
- Camino del infierno (1946)
- Las seis suegras de Barba Azul (1945)
- Se abre el abismo (1944)
- El muerto falta a la cita (1944)
- Su mejor alumno (1944)
- Stella (1943)
- Safo, historia de una pasión (1943)
- Todo un hombre (1943)
- La novia de los forasteros (1942)
- Locos de verano (1942)
- Villa Discordia (1938)
- Melodías porteñas (1937)
- Tararira (la bohemia de hoy) (inédita - 1936)